# Michael Marshall Smith
Michael Paul Marshall Smith (nacido el 3 de mayo de 1965) es un novelista, guionista y cuentista inglés que también se le conoce como Michael Marshall, M.M. Smith y Michael Rutger.

## Biografía
Nacido en Knutsford, Cheshire, Smith se mudó con su familia a una edad temprana a Illinois y luego a Florida. Cuando tenía siete años, la familia se mudó nuevamente, esta vez a Sudáfrica y luego a Australia antes de regresar a Inglaterra en 1973.
Fue educado en la Chigwell School, donde estuvo en Swallows House y salió con su compañera y futura editora senior de Sky News Sally Arthy, y en King's College, Cambridge, donde estudió filosofía, ciencias sociales y ciencias políticas, y se involucró con Cambridge Footlights. Bajo el seudónimo de Michael Rutger, pasó a convertirse en escritor de comedia e intérprete de la serie de BBC Radio 4 "And Now in Color", que ha sido descrita como 'éxito de culto' y se presentó en dos series. Entre 2002 y 2004, también coescribió material para dos series de comedia surrealista "Dare To Believe".

## Carrera de escritura
La primera historia publicada de Smith fue "The Man Who Drew Cats", que ganó el British Fantasy Award en 1991 por el "Mejor cuento corto". Ha sido publicado en Postscripts. Su primera novela, "Only Forward", se publicó en 1994 y ganó el August Derleth Award a la mejor novela en 1995, y luego el Philip K. Dick Award en 2000. La trama involucra al personaje principal, Stark, que tiene que encontrar a un hombre desaparecido que cree que ha sido secuestrado y viajar por las zonas extrañas de su ciudad. En 1996 se lanza su segunda novela, Spares, una novela en la que el personaje principal, Jack, huye con clones que se utilizan como piezas de repuesto para los ricos, cuando se da cuenta de que son personas con sentimientos. . DreamWorks de Steven Spielberg compró los derechos cinematográficos de Spares, pero nunca se hizo una película. Cuando caducaron los derechos, DreamWorks produjo La isla, cuya trama tenía fuertes similitudes con Spares, aunque Smith no consideró que valiera la pena emprender acciones legales por Las similitudes. Ahora considera que es poco probable que se haga una película de Spares.
La novela The Straw Men fue la primera en escribirse bajo el nombre abreviado de "Michael Marshall". Este cambio de nombre se debió originalmente a la publicación de otro libro del mismo nombre en 2001 por Martin J. Smith. Sin embargo, Marshall Smith decidió utilizar la división para ofrecer la posibilidad de publicar diferentes géneros de libros con los dos nombres: novelas de "modern day" como Michael Marshall y horror, ciencia ficción como Michael Marshall Smith.
El 1 de septiembre de 2006, se anunció en su sitio web oficial que el cuento de terror "Hell Hath Enlarged Herself" estaba siendo desarrollado como largometraje por Cuba Productions y Lightworks Films, financiado por Consejo de Cine del Reino Unido. Smith será productor y coguionista de la película.
En 2012 lanzó Ememess Press, una pequeña prensa virtual especializada en producir versiones electrónicas de la ficción corta escrita bajo el nombre de Michael Marshall Smith.
Intruders, una serie de televisión de BBC America, está basada en la novela de Smith de 2007 The Intruders.

### Novelas
- Only Forward (Harpercollins 1994 ISBN 0-586-21774-6)
- Spares (1996)
- One of Us (1998)
- Hannah Green and her Unfeasibly Mundane Existence (2017)

Como M.M. Smith:
- The Servants (2007)

Como Michael Marshall:
- The Vaccinator (1999)
- The Straw Men (2001)
- The Lonely Dead (2004) – Released in the US under the title The Upright Man
- Blood of Angels (2005)
- The Intruders (2007)
- Bad Things (2009)
- Killer Move (2011)
- We Are Here (2013)

Como Michael Rutger:
- The Anomaly (2018)
- The Possession (2019)

### Colecciones
- When God Lived in Kentish Town (1998) – un pequeño libro de bolsillo que contiene cuatro historias, distribuido de forma gratuita por WHSmith en  metro y en las estaciones de tren de Londres y en el Aeropuerto de Heathrow para promover la publicación de "One de nosotros. Se produjeron 5.000 copias.
- What You Make It (1999)
- Cat Stories (2001)
- More Tomorrow & Other Stories (2003)
- This is Now (2007)
- Everything You Need (2013)

## Awards
- Premio de la British Fantasy Society al cortometraje de ficción "The Man Who Drew Cats" (1991)
- Premio Ícaro de la Sociedad Británica de Fantasía a la Mejor Revelación (1991)
- Premio de la Sociedad Británica de Fantasía a la ficción corta, por "The Dark Land" (1992)
- Premio de la Sociedad Británica de Fantasía August Derleth (Mejor novela), Only Forward (1995)
- Premio de la Sociedad Británica de Fantasía a la ficción corta, "More Tomorrow" (1996)
- Premio Philip K. Dick - Norwescon, Only Forward (2000)